# Cantalapiedra
Cantalapiedra és un municipi de la província de Salamanca, a la comunitat autònoma de Castella i Lleó. Limita al Nord amb Tarazona de Guareña i Fresno el Viejo, a l'Est amb Madrigal de las Altas Torres, al Sud amb Horcajo de las Torres, Palaciosrubios, Villaflores i Cantalpino i a l'Oest amb Vallesa de la Guareña.